# 蘇瑞龍
蘇瑞龍（Saw Swee Leong，1955年6月16日—），是一名已退役馬來西亞男子羽球運動員。
蘇瑞龍曾代表馬來西亞參加1976年湯姆斯盃，在對陣衛冕的印尼隊時，先以7:15、5:15輸給梁海量，再以13:18、3:15輸給林水鏡；最後全隊以0-9輸球而獲得亞軍。他也參加了1982年湯姆斯盃，在四分之一決賽中馬來西亞以4-5輸給英格蘭，他上場兩場單打都輸球。
在個人賽方面，蘇瑞龍曾於1980年參加全英羽球錦標賽男子單打項目，他在第二輪以15:6、8:15、15:17輸給台灣選手黃建通。他也參加同年的世界羽球錦標賽男子單打項目，在第一輪以10:15、6:15輸給印度選手西德·莫迪。